# Равенсбурзький художній музей
Равенсбурзький художній музей (нім. Kunstmuseum Ravensburg) — державний музей сучасного мистецтва в Равенсбурзі, Верхня Швабія.

## Історія
Художній музей став наступником Державної галереї в Равенсбурзі (нім. Städtischen Galerie Ravensburg), яка функціонувала до 2011 року у приміщенні Старого театру.
Рішення Державної ради (нім. Gemeinderat) про створення нового художнього музею у травні 2009 року було неоднознано сприйнято населенням міста, особливо через характер фінансування проєкту. Крім того, Асоціація платників податків також піддала його критиці.
Тим не менш, вже у лютому 2010 року для спонсорства проєкту було засновано товариство Друзі художнього музею в Равенсбурзі (нім. Freunde des Kunstmuseums Ravensburg).
Музей був відкритий міністром культури Берндом Нойманном 8 березня 2013. Вже у перші вихідні дні музей відвідало близько 6000 людей, а до початку червня 2013 виставки музею побачило понад 27000 відвідувачів. З березня 2013 по березень 2014 року музей прийняв вже понад 60000 відвідувачів.

## Будівля
Будівля музею знаходиться в старій частині міста Равенсбург в «музейному районі» на вулиці Burgstraße поруч з музеєм Ravensburger (нім. Museum Ravensburger), музеєм Humpis-Quartier та Равенсбурзьким музеєм сільського господарства (нім. Wirtschaftsmuseum Ravensburg).
Церемонія закладки фундаменту нового музею відбулася 21 вересня 2010 року, а урочисте завершення будівництва — 10 травня 2012 року.
Будівлю спроєктувало Штутгартське архітектурне бюро Lederer+Ragnarsdóttir+Oei і  її позиціювали як перший у світі пасивний будинок для музею. Зовнішню оболонку музею виготовлено з переробленої цегли зруйнованого бельгійського монастиря.
За проєкт будівлі музею в Равенсбурзі Штургартське архітектурне бюро отримало у 2013 році німецьку архітектурну премію і премію греблі для архітектури в Німеччині.

## Галерея

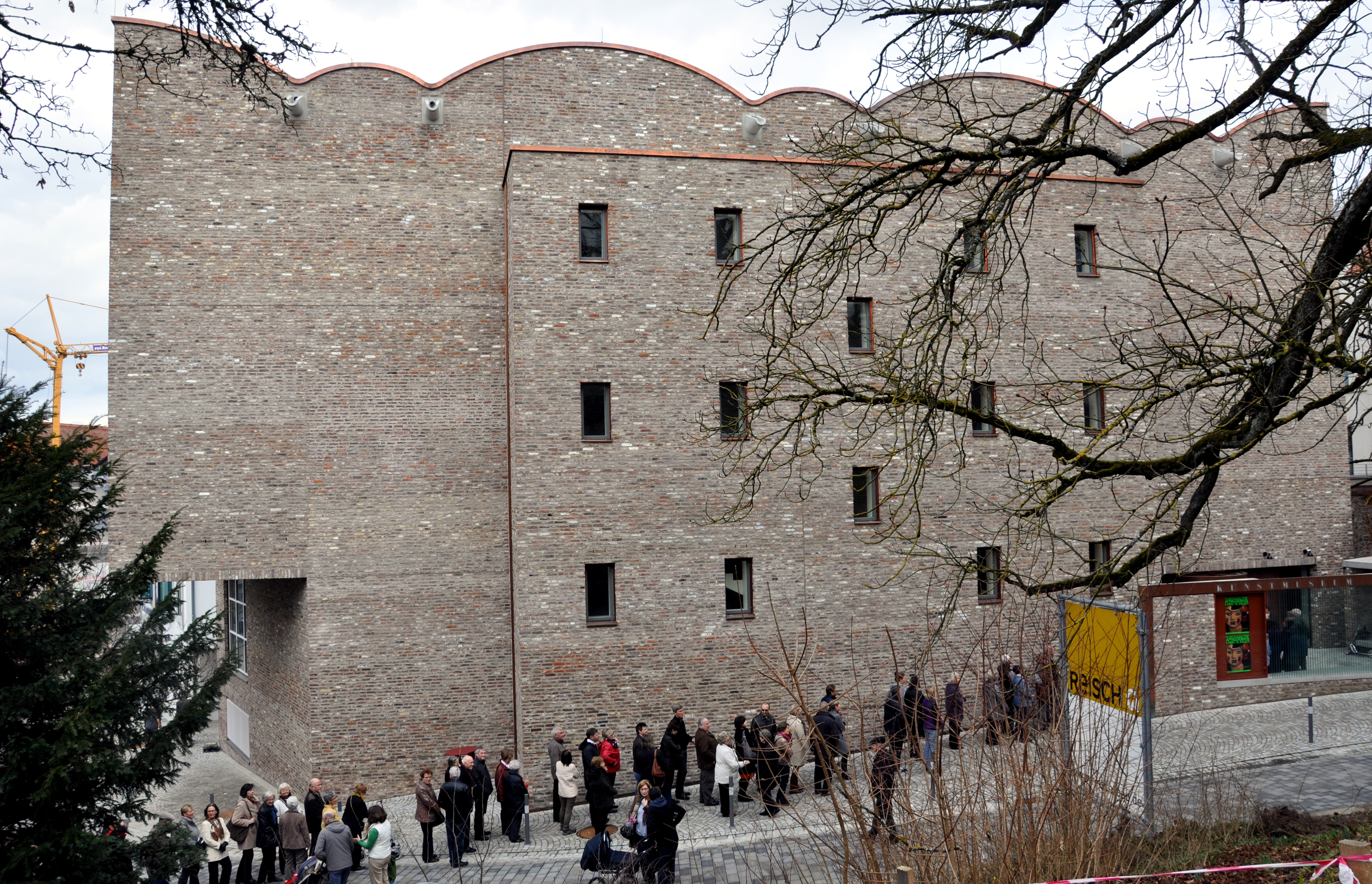
Художній музей в Равенсбурзі (вигляд центрального фасаду будівлі)
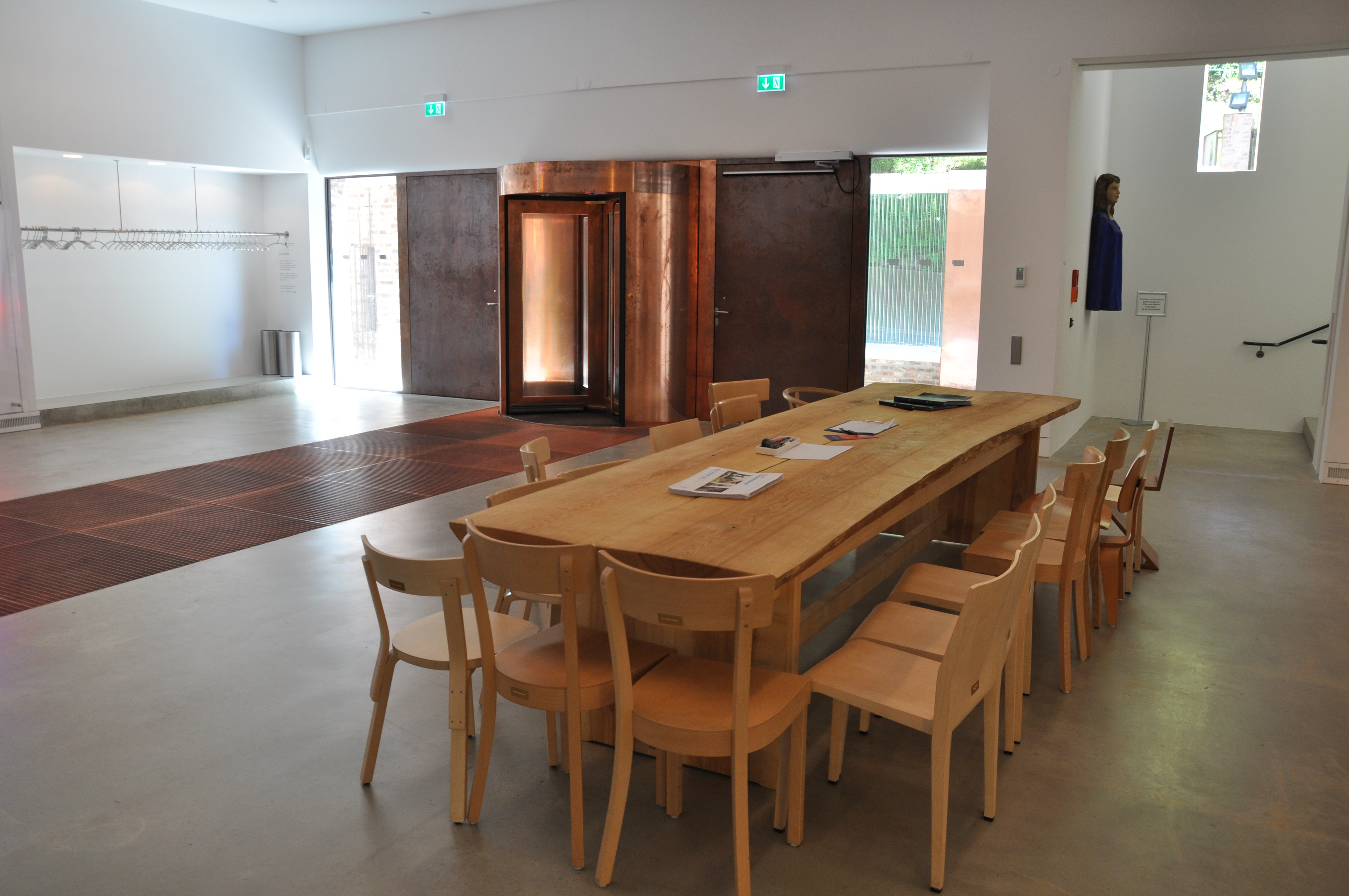
Вестибюль Художнього музею в Равенсбурзі
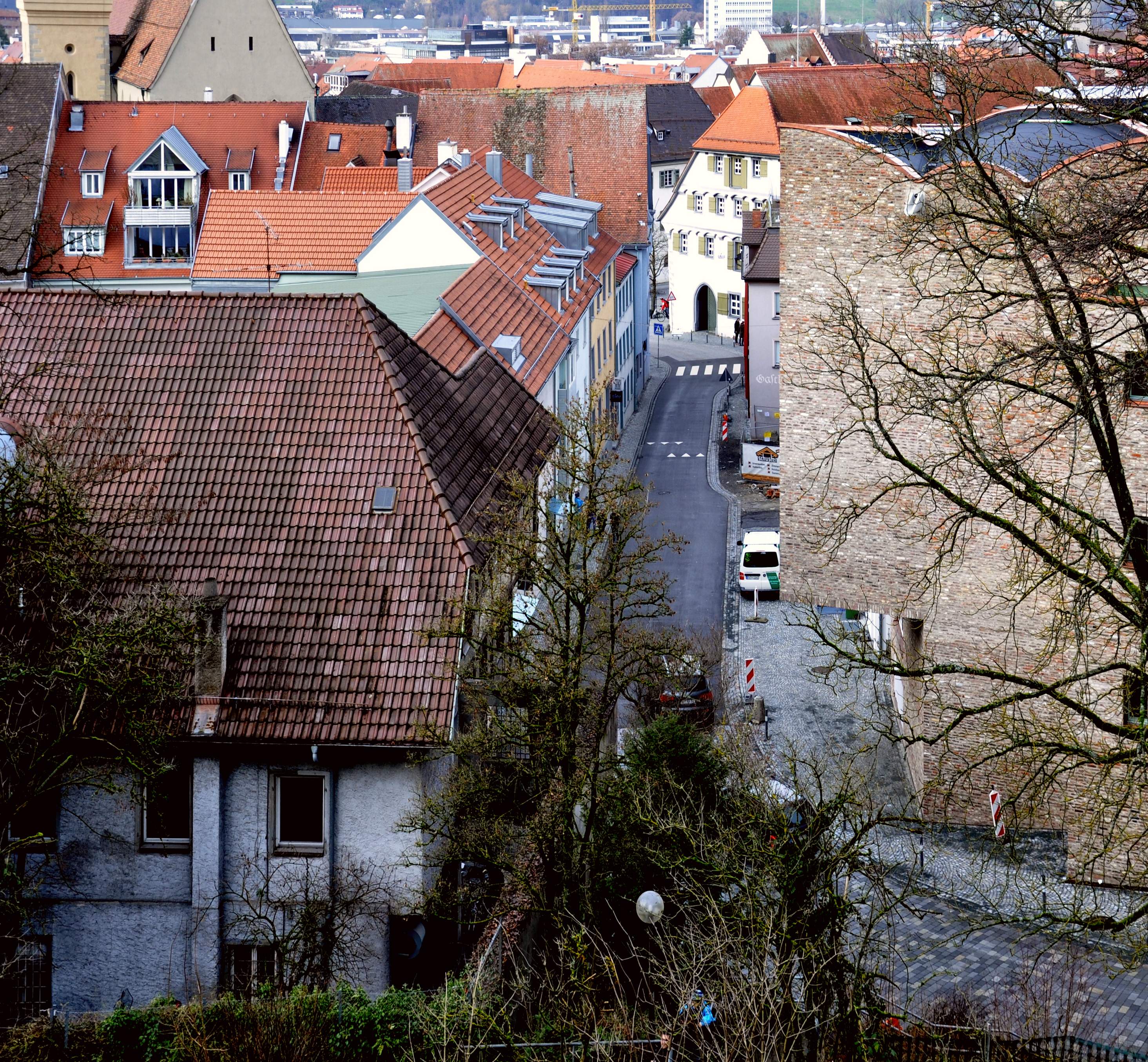
Художній музей в Равенсбурзі (вигляд з Burgstraße)

## Нагороди
Під керівництвом вченого та куратора Ніколь Фрітц Равенсбурзький художній музей у 2014 році був номінований на премію «Європейський музей року» (EMYA).